# كارلوس بانو
كارلوس بانو (مواليد 13 أكتوبر 1986) هو ملاكم كوبي، مثّل بلاده في الألعاب الأولمبية الصيفية 2008 وحقق الميدالية الفضية في فئة وزن الوالتر.

## روابط خارجية
كارلوس بانو على موقع أوليمبيديا (الإنجليزية)